# Denkmal Friedrich II. von Preußen (Schloss Charlottenburg)

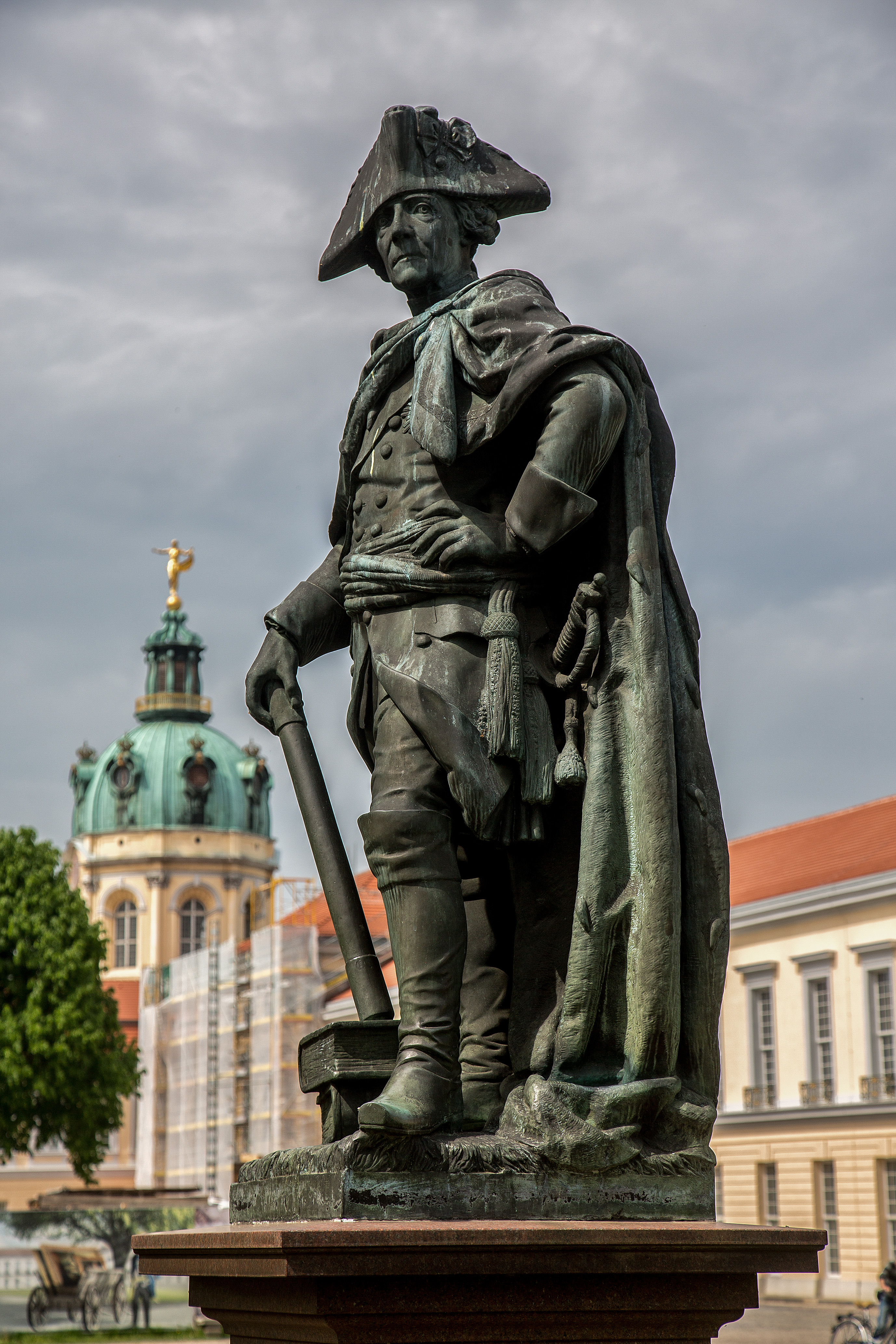
Bronzeskulptur Friedrich II. am Schloss Charlottenburg

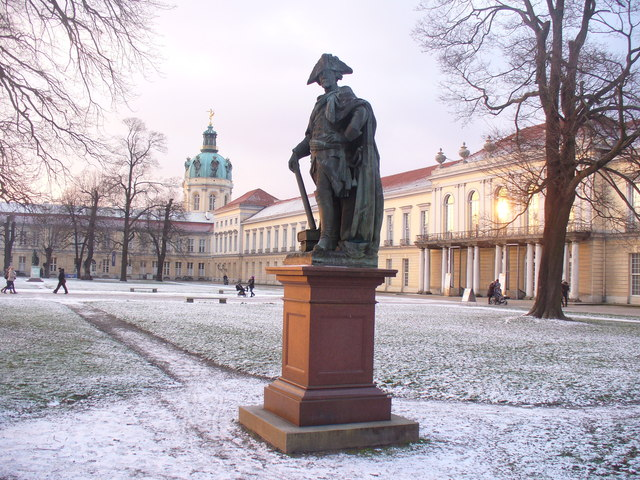
Gesamtansicht des Denkmals vor dem Neuen Flügel des Charlottenburger Schlosses

Friedrich II. von Preußen ist ein Denkmal in Berlin, das sich vor dem Schloss Charlottenburg befindet und eine Statue des preußischen Königs Friedrich II. (1712–1786) zeigt.

## Geschichte
Die Statue Friedrich II. ist eine Kopie der für Stettin gefertigten Bronzeskulptur von Johann Gottfried Schadow und wurde 1975 von dem Kunstgießereibetrieb Hermann Noack hergestellt. Sie wurde vor dem Neuen Flügel des Schloss Charlottenburg auf einem Sockel aufgestellt.

## Beschreibung und Symbolik
Die Bronzestatue ist etwa 2,4 Meter hoch. Sie steht auf einem ca. 1,8 Meter hohen kubischen Granitsockel. Friedrich II. trägt eine Militäruniform, darüber einem Mantel, einen Hermelinumhang, Reitstiefel und einen Säbel. Das Gesicht zeigt sehr feine Züge. Auf dem Kopf trägt er einen Dreispitz. Schadow stellt den König in der Pose eines Feldherrn dar. Den Kommandostab, den Friedrich II. in seiner Rechten hält, stützt er auf zwei auf dem Boden übereinander gestapelte Bücher. Die Statue drückt dadurch die Widersprüche im Charakter des bedeutenden Königs aus: Kriegsherr, Literat, Philosoph und Musiker sowie Eroberer und Kämpfer für die Gerechtigkeit.